# فتحی هپر
فتحی هپر (به انگلیسی: Fethi Heper؛ ۳ فوریهٔ ۱۹۴۴ – ۱۳ فوریهٔ ۲۰۲۵) یک بازیکن فوتبال اهل ترکیه بود.
از جمله باشگاه‌هایی که وی در آن‌ها بازی کرده‌است، می‌توان به باشگاه فوتبال اسکی‌شهراسپور اشاره کرد.
وی همچنین در تیم ملی فوتبال ترکیه نیز بازی کرده‌است.